# 刘明祖
刘明祖（1936年9月—2022年12月28日），山东省威海市环翠区人，中华人民共和国政治人物。
1960年，供职于山东省威海市人民委员会办公室。1967年，任山东省威海市革委会办事组副组长。1970年，改威海市委办公室主任。1974年，升任市委副书记、书记。1979年，改任中共山东省乳山县县委书记。1982年，升任中共山东省烟台地委副书记兼宣传部部长。1986年，改中共山东省临沂地委书记。1988年，任中共广西壮族自治区党委副书记。1993年，兼任自治区人大常委会主任。1994年，改任中共内蒙古自治区党委书记。1997年，兼任内蒙古自治区人大常委会主任。